# Karibská fotbalová unie

mapa členských států CFU

Karibská fotbalová unie (anglicky Caribbean Football Union), známá též pod zkratkou CFU, je fotbalová asociace, která sdružuje národní fotbalové svazy všech nezávislých států a většiny závislých území v Karibiku. Zároveň sem spadají i fotbalové svazy Surinamu, Guyany a Francouzské Guyany, které leží na jihoamerickém kontinentu a Bermud, které z geografického hlediska patří do Severní Ameriky. CFU pořádala do roku 2017 Karibský pohár, který sloužil jako kvalifikace 4 nejlepších týmů na Zlatý pohár CONCACAF. CFU je společně se Středoamerickou fotbalovou unií a Severoamerickou fotbalovou unií součástí CONCACAFu (fotbalové asociace Severní Ameriky, Střední Ameriky a Karibiku).

## Přehled zúčastněných států
Následující výčet členských států a území je platný k 1.6.2017.
- Americké Panenské ostrovy
- Anguilla
- Antigua a Barbuda
- Aruba
- Bahamy
- Barbados
- Bonaire
- Bermudy
- Britské Panenské ostrovy
- Curaçao
- Dominika
- Dominikánská republika
- Francouzská Guyana
- Grenada
- Guadeloupe
- Guyana
- Haiti
- Jamajka
- Kajmanské ostrovy
- Kuba
- Martinik
- Montserrat
- Portoriko
- Saint-Martin
- Sint Maarten
- Svatý Kryštof a Nevis
- Svatá Lucie
- Svatý Vincenc a Grenadiny
- Surinam
- Trinidad a Tobago
- Turks a Caicos

Guadeloupe, Francouzská Guyana, Martinik, Saint-Martin, Bonaire a Sint Maarten jsou sice členy CFU, nikoliv však FIFA. 